# خيط جراحي

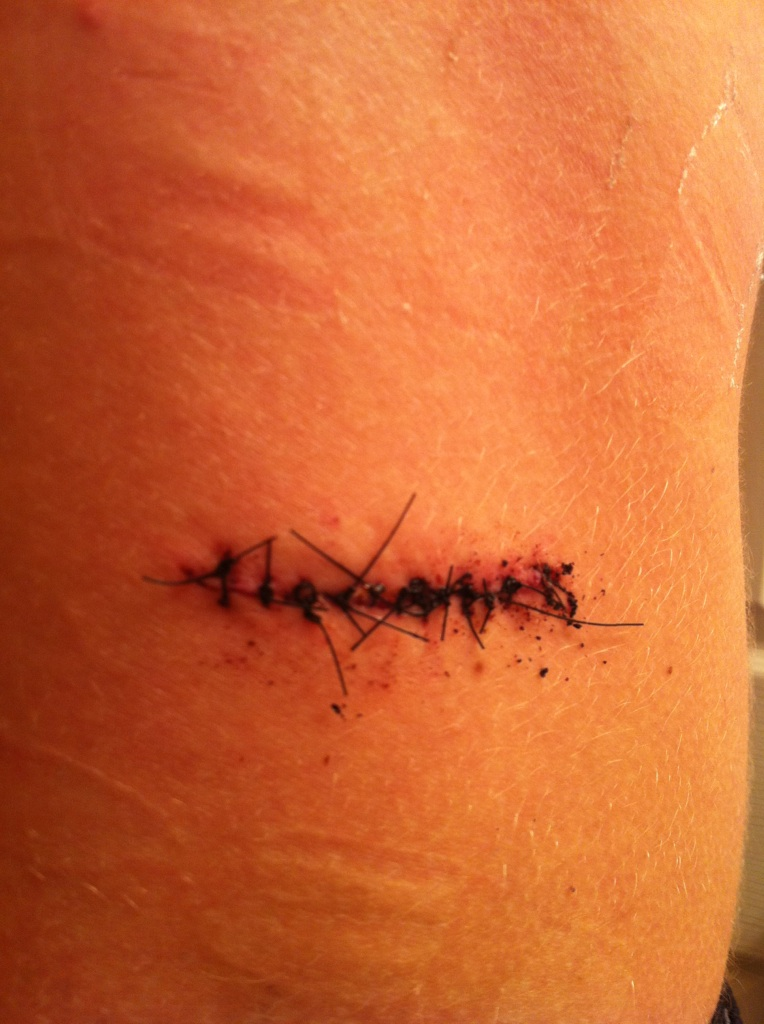
خياطة باثنتي عشرة غرزة بواسطة خيط غير قابل للإمتصاص

الخيط الجراحي هي أداة طبية تستعمل لمسك أنسجة الجسم بعد إصابة أو عملية جراحية. يستخدم الخيط الجراحي بمساعدة إبرة مع يرتبط بها الخيط.
تتوفر أنواع مختلفة من الخيوط الجراحية بأشكال وأحجام مختلفة ومن مواد متنوعة. طورت الخيوط الجراحية على مدى أكثر من ألف عام. يستعمل الأطباء بمختلف اختصاصاتهم مثل الجراحين وأطباء العيون وأطباء الأطفال وأطباء الأسنان وكذلك الممرضين والصيادلة السريريين المهتمين بخياطة الجروح.
تستعمل العقدة الجراحية لتأمين أماكن استعمال الخيوط.

## ألأبر
تتوفر الأبر المستعملة في الخيوط الجراحية بأشكال وأحجام مختلفة منها:
- المستقيم
- 1/4 دائرة
- 3/8 دائرة
- 1/2 دائرة. الأنواع الفرعية لهذا النوع تشمل (من ألأكبر إلى الأصغر) CT و CT-1 و CT-2 و CT-3.[1]
- 5/8 دائرة
- منحني مركب
- نصف منحني
- نصف منحني ذو نهايتين مستقيمتين من الطرفين

كما تصنف الأبر حسب طرفها:
- أبرة مستدقة الطرف، وهي المدببة
- أبرة ذات قطع، ويكون رأسها مثلثا ويكون الجزء الحاد في داخل المنحني
- أبرة ذات قطع معكوس، ويكون رأسها مثلثا كذلك لكن الجزء الحاد في خارج المنحني
- أبرة ذات قطع مستدق، يكون رأسها مستدقها ومستديرا لكن طرف الأبرة مثلث صغير مع نقطة قطع
- أبرة ذات نقطة كليلة وتستعمل لخياطة الأنسجة التالفة
- أبرة القطع الجانبي وتستعمل في خياطة العيون

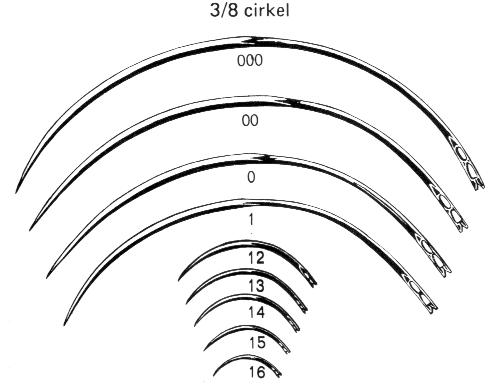
أبر جراحة العيون من نوع 3/8 الدائرية وبأحجام مختلفة.
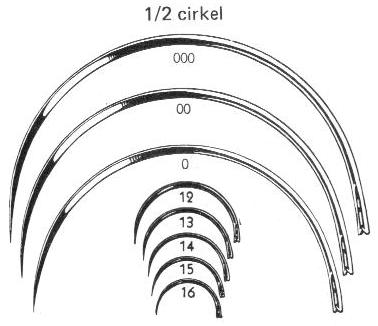
أبر جراحة العيون شبه الدائرية وبأحجام مختلفة.

## الخيوط

### المواد
تصنع الخيوط الجراحية من مواد مختلفة، كانت الخيوط الأصلية تصنع من مواد طبيعية مثل الخيط القصابي والحرير. أما الخيوط الحديثة فأكثرها صناعية ومن مواد مختلفة قابلة للامتصاص مثل متعدد حمض الغليكوليك وعديد حمض اللبنيك ومونوكريل ومتعدد ثنائي أكسانون ومواد غير قابلة للامتصاص مثل النايلون ومتعدد الإستر وثنائي فلوريد متعدد الفينيليدين وعديد البروبيلين.
الخيوط القابلة للامتصاص يمكنها أن تحلل حيويا في داخل الجسم. الخيط القصابي قابل للامتصاص بينما الحرير فغير قابل للامتصاص.

### الأحجام
الجدول التالي يوضح أحجام الخيوط الجراحية حسب دستور الأدوية الأمريكي:
| دستور الأدوية تعريف | قطر الكولاجين (ملم) | قطر الصناعي القابل للامتصاص (ملم) | قطر غير الممتص (ملم) | معيار السلك الأمريكي |
| ------------------- | ------------------- | --------------------------------- | -------------------- | -------------------- |
| 11-0                |                     |                                   | 0.01                 |                      |
| 10-0                | 0.02                | 0.02                              | 0.02                 |                      |
| 9-0                 | 0.03                | 0.03                              | 0.03                 |                      |
| 8-0                 | 0.05                | 0.04                              | 0.04                 |                      |
| 7-0                 | 0.07                | 0.05                              | 0.05                 |                      |
| 6-0                 | 0.1                 | 0.07                              | 0.07                 | 38–40                |
| 5-0                 | 0.15                | 0.1                               | 0.1                  | 35–38                |
| 4-0                 | 0.2                 | 0.15                              | 0.15                 | 32–34                |
| 3-0                 | 0.3                 | 0.2                               | 0.2                  | 29–32                |
| 2-0                 | 0.35                | 0.3                               | 0.3                  | 28                   |
| 0                   | 0.4                 | 0.35                              | 0.35                 | 26–27                |
| 1                   | 0.5                 | 0.4                               | 0.4                  | 25–26                |
| 2                   | 0.6                 | 0.5                               | 0.5                  | 23–24                |
| 3                   | 0.7                 | 0.6                               | 0.6                  | 22                   |
| 4                   | 0.8                 | 0.6                               | 0.6                  | 21–22                |
| 5                   |                     | 0.7                               | 0.7                  | 20–21                |
| 6                   |                     |                                   | 0.8                  | 19–20                |
| 7                   |                     |                                   |                      | 18                   |